# Еналдиев, Асланбек Иналович
Асланбе́к Ина́лович Еналди́ев (осет. Еналдыты Иналы фырт Аслæнбег; 18 декабря 1947, селение Коста, Ардонский район, Северная Осетия — 	
30 мая 2015) — советский штангист, чемпион СССР, многократный чемпион РСФСР и серебряный призёр чемпионата мира и Европы, заслуженный мастер спорта СССР. (1990) Мастер спорта международного класса по армспорту. Заслуженный тренер России.

## Биография
Родился в селении Коста, Ардонского района Северной Осетии — Алании. Тяжелой атлетикой стал заниматься, учась на втором курсе Горского сельскохозяйственного института, у тренера Роберта Икаева. Служил в спортроте в городе Шахты, где тренировался у Рудольфа Плюкфельдера. Много лет входил в состав сборной команды СССР по тяжелой атлетике. В 1974 года стал серебряным призёром чемпионата СССР в Тбилиси и на Кубке «Самого сильного человека планеты» в Лондоне. В 1975 года стал серебряным призёром на Кубке «Самого сильного человека планеты» в Лондоне, чемпионом РСФСР, обладателем Кубка СССР и Кубка «Дружба». В 1976 году стал обладателем Кубка СССР в Свердловске и чемпионом РСФСР. В 1977 году стал серебряным призёром чемпионата мира и Европы в Штутгарте, чемпионом СССР в Ростове-на-Дону, победителем чемпионата Японии в Токио, обладателем Кубка «Дружба» и победителем встречи сборной Европы и сборной Америки в Будапеште. В 1978 году стал обладателем Кубка «Дружба». В 1979 году стал обладателем Кубка СССР во Фрунзе, Кубка «Балтика» и чемпионом Спартакиады народов РСФСР в Ленинграде. В 1980 году стал чемпионом РСФСР и обладателем Кубка СССР. В 1981 и 1982 годах стал чемпионом РСФСР. Многократный чемпион СССР в отдельных упражнениях. Асланбек единственный штангист, которому удалось превзойти мировой рекорд знаменитого Василия Алексеева в рывке. Завоевал больше 120 медалей разного достоинства. Много раз входил в тройку лучших тяжеловесов мира по итогам года.
Так же Еналдиев занимался армспортом и стал мастером спорта международного класса. В 1992 году на чемпионате мира в Женеве стал бронзовым призёром. Тренировал многократную чемпионку мира и Европы — Викторию Габагкову.
Женат, имеет 3 дочерей.

## Спортивные достижения
- Чемпион СССР (1977)
- Многократный чемпион РСФСР (1975, 1976, 1980, 1981, 1982)
- Четырехкратный обладатель Кубка СССР (1975, 1976, 1979, 1980)
- Трёхкратный обладатель Кубка «Дружба» (1975, 1977, 1978)
- Чемпион Спартакиады народов РСФСР в Ленинграде (1979)
- Обладатель Кубка «Балтика» в Таллине (1979)

## Награды и звания
- Заслуженный работник физической культуры Российской Федерации.
- Заслуженный работник физической культуры и спорта РСО-Алания.
- Награждён медалью «Во славу Осетии».